# Aeroporto Internazionale di Odessa
L'aeroporto internazionale di Odessa (in ucraino Міжнародний аеропорт «Одеса»?) (IATA: ODS, ICAO: UKOO) è un aeroporto internazionale situato ad Odessa, la terza città più grande dell'Ucraina, situato a 7 km sud-ovest dal suo centro città.

## Strutture
L'area dell'aeroporto internazionale di Odessa è di 570 ettari. Il servizio tecnico dell'aeroporto si basa su una superficie di 2.800 metri quadrati ed è coperto da 4 parcheggi per fornire un servizio tecnico a 4 aerei contemporaneamente. Le norme europee classificano l'aeroporto come "classe 1". L'aeroporto ha lo status ILS CAT I.
Le piste dell'aeroporto erano o sono utilizzate dalla forza aerea ucraina.

## Storia
L'aeroporto è stato costruito nel 1961.
Nel maggio 2007, l'aeroporto ha avviato i lavori di costruzione che prevedono l'estensione della pista principale. Nel 2009, ha servito 651.000 passeggeri.
L'8 giugno 2012, i costruttori hanno iniziato a preparare il terreno su cui sarà costruito il nuovo terminal. L'area del nuovo terminal sarà di 26.000 metri quadrati, avrà la capacità di 1000 passeggeri all'ora (1,5–2 milioni di passeggeri all'anno), avrà 16 banchi check-in, 4 passerelle telescopiche e il numero di pick-up degli autobus i punti saranno aumentati da 2 a 5. La costruzione del nuovo terminal era prevista per il completamento entro la fine del 2013, tuttavia, a causa di ampi ritardi, è stato aperto per gli arrivi il 15 aprile 2017. Servirà voli internazionali e nazionali. Il costo stimato dell'opera è di circa 45-60 milioni. La società di consulenza aeroportuale di Vienna ha sviluppato un piano generale, un piano aziendale e una valutazione del concetto tecnico dell'aeroporto. Il capo progettista del progetto è una società spagnola Ineco.
Nell'aprile 2022, l'aeroporto è stato gravemente danneggiato da più esplosioni (evento scaturito a seguito della guerra tra Ucraina e Russia).

## Statistiche
| Anno | Passeggeri | Variazione rispetto all'anno precedente | Totale dei passeggeri 2001-2018 (in milioni) |
| ---- | ---------- | --------------------------------------- | -------------------------------------------- |
| 2001 | 117,000    | –                                       |                                              |
| 2002 | 0132.000   | 012,8%                                  |                                              |
| 2003 | 0260.000   | 097,0%                                  |                                              |
| 2004 | 0307.000   | 018,1%                                  |                                              |
| 2005 | 0343.000   | 011,7%                                  |                                              |
| 2006 | 0465.100   | 035,6%                                  |                                              |
| 2007 | 0527.400   | 013,4%                                  |                                              |
| 2008 | 0787.000   | 049,2%                                  |                                              |
| 2009 | 0651.000   | 017,3%                                  |                                              |
| 2010 | 0707.100   | 08,6%                                   |                                              |
| 2011 | 0824.300   | 017,0%                                  |                                              |
| 2012 | 0907.600   | 010,1%                                  |                                              |
| 2013 | 1.069.100  | 017,8%                                  |                                              |
| 2014 | 0863.900   | 019,2%                                  |                                              |
| 2015 | 0949.100   | 09,8%                                   |                                              |
| 2016 | 1.033.560  | 08,9%                                   |                                              |
| 2017 | 1.230.000  | 018,3%                                  |                                              |
| 2018 | 1.446.500  | 017,7%                                  |                                              |
| 2019 | 1.694.022  | 017,1%                                  |                                              |